# Gilles Côté
Gilles Côté SMM (ur. 24 listopada 1945 w Vanier) – kanadyjski duchowny rzymskokatolicki, montfortanin, misjonarz, biskup Daru-Kiunga. 23 maja 2021 przeszedł na emeryturę.

## Biografia
Gilles Côté urodził się 24 listopada 1945 w Vanier w Kanadzie. 19 grudnia 1970 otrzymał święcenia prezbiteriatu i został kapłanem Zgromadzenia Misjonarzy Towarzystwa Maryi.
3 lutego 1995 papież Jan Paweł II mianował go biskupem pomocniczym Daru-Kiunga oraz biskupem tytularnym Cissi. 23 kwietnia 1995 przyjął sakrę biskupią z rąk biskupa Daru-Kiunga Gérarda-Josepha Deschampsa SMM. Współkonsekratorami byli arcybiskup Port Moresby Peter Kurongku oraz biskup Aitape Brian Barnes OFM.
2 stycznia 1999 papież mianował go biskupem Daru-Kiunga.